# 御坊郵便局
御坊郵便局（ごぼうゆうびんきょく）は和歌山県御坊市にある郵便局。民営化前の分類では集配普通郵便局であった。

## 概要
住所：〒644-8799 和歌山県御坊市薗301-5

## 沿革
- 1872年3月15日（明治5年2月7日） - 小松原（こまつばら）郵便取扱所として開設[1]。
- 1875年（明治8年）1月1日 - 小松原郵便局（五等）となる。
- 1879年（明治12年）8月 - 御坊郵便局に改称。
- 1882年（明治15年） - 為替・貯金取扱を開始。
- 1889年（明治22年）8月1日 - 御坊郵便電信局となる。
- 1903年（明治36年）4月1日 - 通信官署官制の施行に伴い御坊郵便局となる。
- 1952年（昭和27年）12月 - 局舎新築落成。
- 1956年（昭和31年）12月1日 - 電話通話および和文電報受付事務の取扱を開始[2]。
- 1983年（昭和58年）7月 - 局舎落成。
- 1986年（昭和61年）2月17日 - 比井郵便局[3]から集配業務の一部[4]を移管。
- 1998年（平成10年）9月1日 - 外国通貨の両替および旅行小切手の売買に関する業務取扱を開始。
- 2006年（平成18年）9月19日 - 藤井郵便局、内原郵便局、丹生（にう）郵便局からそれぞれ「649-13xx」「649-12xx」「649-14xx」区域の集配業務を移管[5]。
- 2007年（平成19年）10月1日 - 民営化に伴い、併設された郵便事業御坊支店に一部業務を移管。
- 2012年（平成24年）10月1日 - 日本郵便株式会社発足に伴い、郵便事業御坊支店を御坊郵便局に統合。
- 2022年（令和4年）4月1日-かんぽサービス部を設置。

## 取扱内容
- 郵便、印紙、ゆうパック、内容証明
- 貯金、為替、振替、振込、国際送金、国債、投資信託
- 生命保険、バイク自賠責保険、自動車保険
- ゆうちょ銀行ATM
- 「644-00xx」「649-12xx」「649-13xx」「649-14xx」区域（御坊市、日高郡日高町、同郡美浜町各々の全域、および同郡日高川町の一部（旧川辺町域））の集配業務
- ゆうゆう窓口

## 風景印
- 図案は煙樹海岸と日ノ出岬灯台と潮吹岩。局名表示は「御坊」
- 使用開始日は1978年（昭和53年）9月1日

## 周辺
- 御坊市役所
- 御坊市民文化会館
- 御坊市立体育館
- ダイワボウプログレス和歌山工場
- 日高川

## アクセス
- 紀州鉄道線 市役所前駅から北へ約400m（徒歩約4分）
- 御坊南海バス 御坊市役所前停留所下車
- 湯浅御坊道路 御坊IC、阪和自動車道 御坊南ICから西へ約3.5km
- 国道42号沿い
- 駐車場あり：14台